# Alison
«Alison» es una canción escrita e interpretada por Elvis Costello en 1977 para su álbum debut My aim is true, en la discográfica Stiff Records. Aunque no llegó a ser incluida en listas de éxitos de la época, con el tiempo se ha convertido en una de sus canciones más aclamadas críticamente. La revista Rolling Stone la situó en el puesto número 318 de su lista de las 500 mejores canciones de todos los tiempos, y la revista Entertainment Weekly la calificó como una de las 10 canciones más grandes de Costello.
La línea my aim is true de la canción fue la que dio el título al álbum.

## Historia
Costello ha hablado públicamente sobre el significado de la canción, aparte de decir que es sobre una «persona decepcionante», ha negado la idea de que las líneas somebody better put out the big light (en español: mejor apagarle la luz a alguien grande) y my aim is true (en español: mi puntería es buena) se refieren a un asesinato.

## Composición
El coro está basado en la canción «Ghetto Child» de The Detroit Spinners.

## Lanzamiento
«Alison» fue lanzado como sencillo en el Reino Unido con «Welcome to the Working Week» en el lado B y como dos sencillos diferentes en los Estados Unidos, uno con una versión mono de la misma canción en el lado B, y el otro con «Miracle Man».